# 경보 시스템
경보 시스템 또는 경고 시스템(Warning system)은 미래의 위험을 알리기 위해 개인이나 그룹이 배포하는 생물학적 또는 기술적 성격의 시스템이다. 그 목적은 경고 시스템 배포자가 위험에 대비하고 그에 따라 위험을 완화하거나 방지할 수 있도록 하는 것이다.
사람들이 반응하지 않으면 경고는 효과적일 수 없다. 사람들은 정기적으로 잘못된 경고(양치기 소년 효과)를 생성하는 시스템을 무시할 가능성이 더 높지만, 잘못된 경고의 수를 줄이면 일반적으로 필요할 때 경고를 제공하지 않을 위험도 높아진다. 일부 경보는 구체적이지 않는다. 예를 들어 향후 10년 동안 특정 지역에서 특정 규모의 지진이 발생할 확률이 있다. 이러한 경보는 대피와 같은 단기 예방조치를 안내하는 데 사용될 수 없다. 더 나은 건축 법규 및 재해 대비와 같은 장기적인 예방 조치를 취할 기회가 무시될 수 있다.

## 같이 보기
- 알람
- 조기 경보 시스템